# E-health

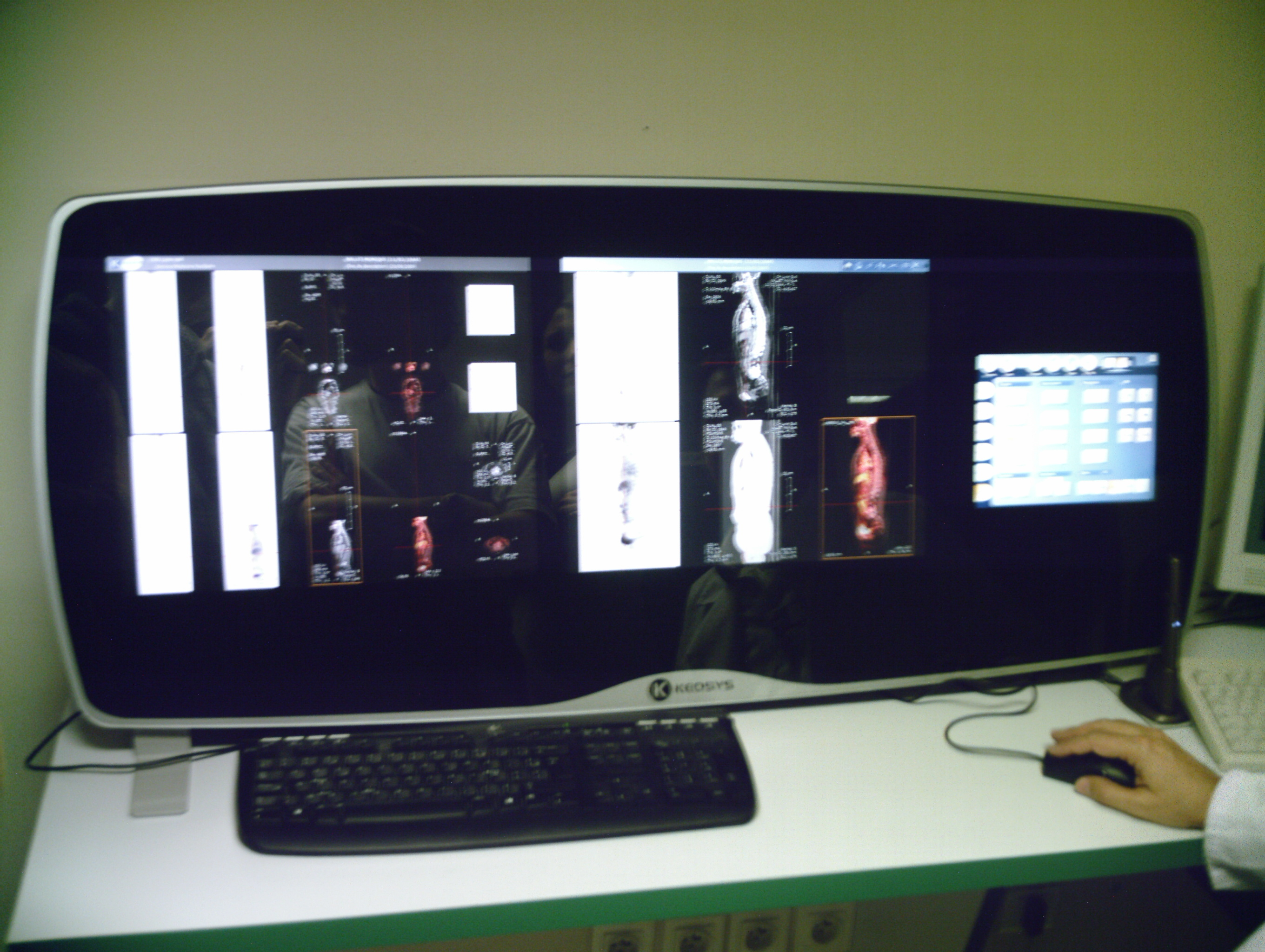
Een arts kan via het internet de gegevens van een patiënt bekijken.

E-health, telehealth of telegeneeskunde is het toepassen van informatie- en communicatietechnologie ten dienste van de gezondheidszorg. E-health omvat diverse technieken, projecten, services en systemen die op afstand werkzaam zijn, van oudsher vooral via de telefoonlijn, maar sinds de wijdere beschikbaarheid van breedbandverbindingen steeds meer via het internet. E-health kan personeelsdruk verminderen en kosten besparen. E-health is een toepassingsgebied van klinische informatiekunde, dat behoort tot het overkoepelende vakgebied medische informatiekunde.
Doordat het fysieke contact ontbreekt, kan de zorgverlener geen gebruik maken van lichamelijk onderzoek of non-verbale communicatie maar is afhankelijk van wat de patiënt hem vertelt. Wel kunnen biometrische gegevens doorgezonden worden, bijvoorbeeld van een activiteitstracker. Diverse richtlijnen voor zorgverleners stellen dat zorgverlener en patiënt elkaar wel gezien moeten hebben. Gezien de onveiligheid van het internet kan privacygevoelige informatie bij onbevoegden terechtkomen.
De term e-health kwam voor het eerst in 1999 voor in de wetenschappelijke literatuur. Door onder andere de Wereldgezondheidsorganisatie en de Europese Unie worden richtlijnen opgesteld ter bevordering van e-health. In landen waar de afstanden groter zijn (Canada, VS) is e-health sterk aanwezig.
In 2004 liep een proefproject in België met het Wit-Gele Kruis waarbij hulpbehoevende bejaarden en chronisch zieken op afstand (dus online) werden gevolgd. Onderzoek in Nederland wijst uit dat bij zorg op afstand het aantal verwijzingen van patiënten naar het ziekenhuis met 70 procent afneemt. Volgens sommige critici worden de voordelen van e-health veel te positief voorgesteld. Ook zou de definitie van e-health erg rommelig zijn. Zo laat men vaak ook de automatisering van onder andere ziekenhuizen en huisartsen onder e-health vallen. Een zwakke definitie maakt het erg moeilijk om het effect van e-health te meten.
De artsenvereniging Koninklijke Nederlandsche Maatschappij tot bevordering der Geneeskunst en het Nederlands Huisartsen Genootschap hebben elk richtlijnen doen verschijnen over het online doen van consulten.

## Ontwerp en implementatie
Er zijn diverse modellen en frameworks voor het ontwerpen van e-healthtechnologieën. Veel van die modellen zijn expert-gericht of komen uit de software engineering. Echter, voor duurzame e-healthtechnologieën is participatie van stakeholders van belang. Dit houdt in dat stakeholders (betalers, zorgverleners, patiënten) gedurende het ontwerpproces betrokken worden om de toegevoegde waarden (klinisch, gedrag, zorgorganisatie) te bepalen en te testen of de technologie in wording daaraan voldoet. Inzichten uit persuasieve technologie en business modelling zijn van belang om de behoeftes van stakeholders te vertalen in gebruikersgerichte designs en om business modellen op te stellen voor de implementatie. Om dit proces te begeleiden, is een holistische aanpak nodig die gebruikers, technologie en de sociaaleconomische omgeving adresseert in ontwerp en implementatie. Deze aanpak is beschikbaar (Grounding eHealth, Nijland, 2011) en zal via een wiki toegankelijk zijn (in wording).

## Toepassingen

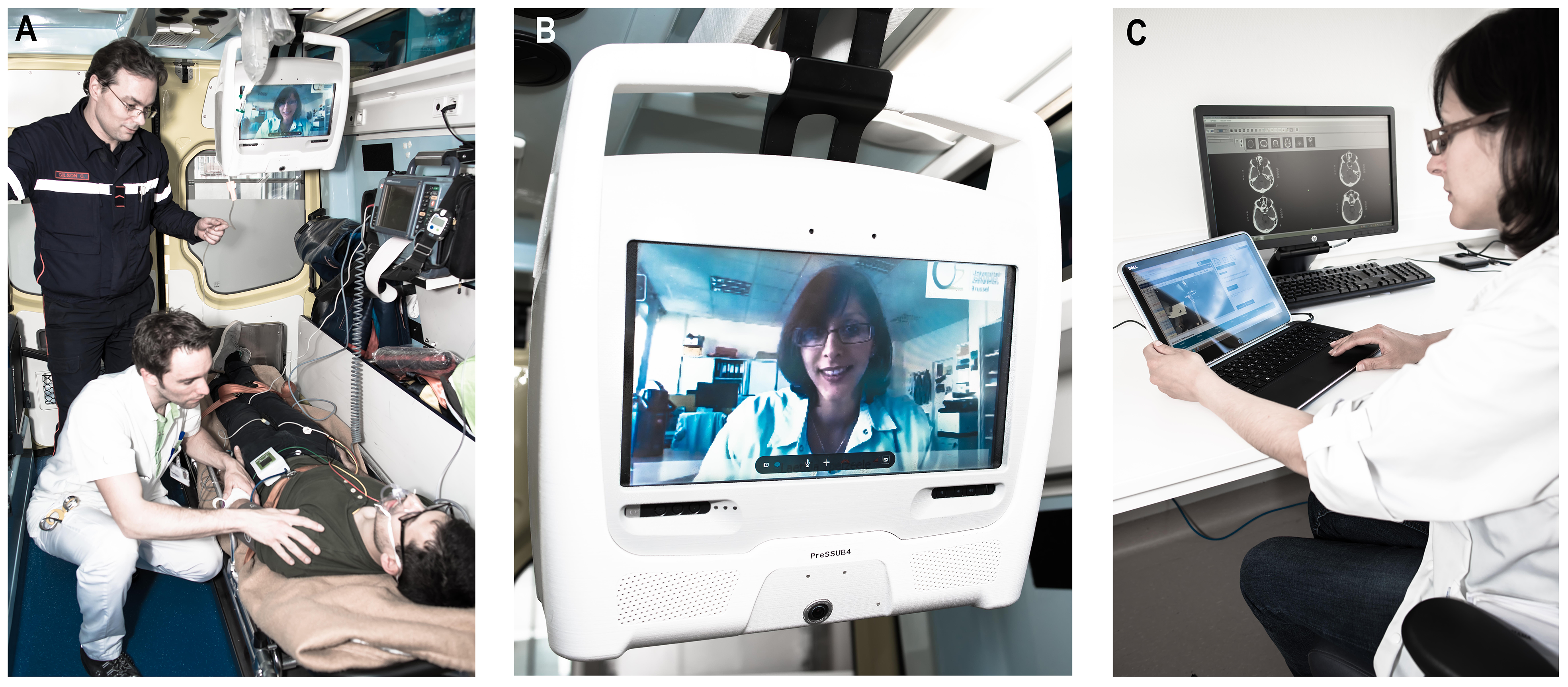
Teleconsultatie in een ambulance (PIT) van het UZ Brussel. De technologie wordt voornamelijk ingezet bij vermoede beroertes.

- Telemonitoring - Op afstand toezicht houden op patiënten. Bijvoorbeeld een cardioloog kan via de bloeddrukmeter en de weegschaal van de patiënt een waarschuwing krijgen dat mogelijk hartfalen dreigt; een ingebouwde defibrillator kan de locatie doorgeven van een patiënt die onwel is.[9][10]
- Telecoaching - Begeleiding op afstand. Dit is meestal een langer proces met diverse contactmomenten, bijvoorbeeld voor fysiotherapie of psychologische hulp.
- Telezorg of zorg op afstand - Aanbieden van zorg voor de oude mensen en mensen in fysiek minder goede staat zodat ze zelfstandig in hun eigen huis kunnen blijven wonen waarbij geen direct contact is met zorgverlener.
- Teleconsultatie - Raadplegen van een zorgverlener op afstand door een patiënt of andere zorgverlener.[11]
- Telediagnose - Diagnosticeren op afstand. Bijvoorbeeld in onherbergzame gebieden of diagnoses waar een taboe centraal staat. Zo wordt er tegenwoordig vaker gebruik gemaakt van telediagnose om SOA's aan te tonen.
- Teleradiologie - Verzenden van resultaten van medische beeldvorming.
- Telechirurgie - Opereren op afstand met behulp van robots.
- E-consult - Men ontvangt een consult via webcam, e-mail of telefoon van bijvoorbeeld een fysiotherapeut.

## Technieken
- Domotica - Integratie van technologie en diensten in huis zodat zorgbehoevenden langer thuis kunnen blijven wonen
- Settopbox - Elektronisch apparaat wat de televisie verbindt met externe bronnen en het signaal decodeert zodat het op de televisie te zien is. Wordt veel gebruikt bij teleconsultatie en telemonitoring.

## Beleid in Nederland rondom e-health
De Nederlandse Rijksoverheid stimuleert de zorgsector om meer e-health aan te bieden en om de mogelijkheden bij hun patiënten onder de aandacht te brengen. Het Rijk heeft een aantal doelen voor e-health:
- Toegang tot eigen medische gegevens
- Zelfstandig metingen doen door de patiënt en delen met hun zorgverlener
- Online contact met zorgverlener

Om deze doelen te verwezenlijken, onderneemt het Rijk verschillende acties:
- Ideeën voor e-health verder brengen
- Zorgvernieuwers ondersteunen via online platform
- Digitale uitwisseling makkelijker maken
- Kennis delen over e-health
- E-health bekender maken
- Veilig medische gegevens verzamelen en uitwisselen
- Subsidies voor bedrijven die e-health bevorderen

E-health is ook een van de programma's binnen het Citrienfonds dat werd opgesteld door minister Schippers om als UMC's een aantal maatschappelijke uitdagingen gezamenlijk aan te pakken. De doelstelling van het programma is om een integrale persoonsgerichte digitale zorgomgeving te realiseren, die de patiënt in staat stelt zijn ziekte te managen.
Sinds 1 juli 2020 heeft iedereen in Nederland recht op online inzage in zijn medisch dossier bij de zorgverlener, zoals een huisarts of ziekenhuis. Daarnaast kan op verzoek een gratis digitaal afschrift van het dossier worden aangevraagd.

## België
Begin mei 2018 lanceerde federaal minister van Volksgezondheid Maggie De Block het Belgische onlineportaal 'Mijngezondheid', dat de unieke toegangspoort voor gegevens over iemands gezondheid zou moeten worden. Het platform zou een overzicht bieden van alle medische en administratieve gegevens die elektronisch beschikbaar zijn, zoals iemands patiëntendossier bij de huisarts of zijn of haar gegevens uit het ziekenhuis. De gebruiker kan via single sign-on doorklikken naar het juiste platform waar hij of zij de gegevens kan inkijken. Men kan zich aanmelden op 'Mijngezondheid' via onder andere de eID en de app 'itsme'. Opdat de gegevens via 'Mijngezondheid' geraadpleegd kunnen worden, moeten externe platformen zich ermee linken. Voor het platform werkt de FOD Volksgezondheid samen met onder andere patiëntenorganisaties (zoals het Vlaams Patiëntenplatform) en de verschillende digitale platformen die gezondheidsgegevens beschikbaar stellen.
Twee maanden na de introductie werd het portaal uitgebreid met een Duitstalige versie, een koppeling naar gezondheidsinformatie van de website 'gezondheid en wetenschap' (van het Centrum voor Evidence-Based Medicine in opdracht van de Vlaamse overheid) en een koppeling naar de 'eBox' van de sociale zekerheidsinstellingen.